# Petreles fulmares
Los petreles fulmares son un grupo de géneros de la familia Procellariidae. Son el grupo más variado de la familia, poseyendo una gran amplitud de tamaños. Se encuentran predominantemente en los océanos del sur, con la excepción de una especie, el fulmar boreal (Fulmarus glacialis), que se puede hallar en el Pacífico Norte y en el Atlántico Norte.

## Especies
- Petrel gigante subantártico, Macronectes halli
- Petrel gigante antártico, Macronectes giganteus
- Fulmar boreal, Fulmarus glacialis
- Fulmar austral, Fulmarus glacialoides
- Petrel antártico, Thalassoica antarctica
- Petrel moteado, Daption capense
- Petrel blanco, Pagodroma nivea

- Datos: Q1778271